# الحيمر (تكاط)
الحيمر هي إحدى مشيخات المملكة المغربية، تتبع جغرافيا لإقليم الصويرة وإداريًا لتكاط. يقدر عدد سكانها بـ 1335 نسمة حسب الإحصاء الرسمي للسكان والسكنى لسنة 2004.